# Эвкалипт грубый
Эвкалипт грубый (лат. Eucalyptus rudis) — вечнозелёное дерево, вид рода Эвкалипт (Eucalyptus) семейства Миртовые (Myrtaceae).

## Распространение и экология

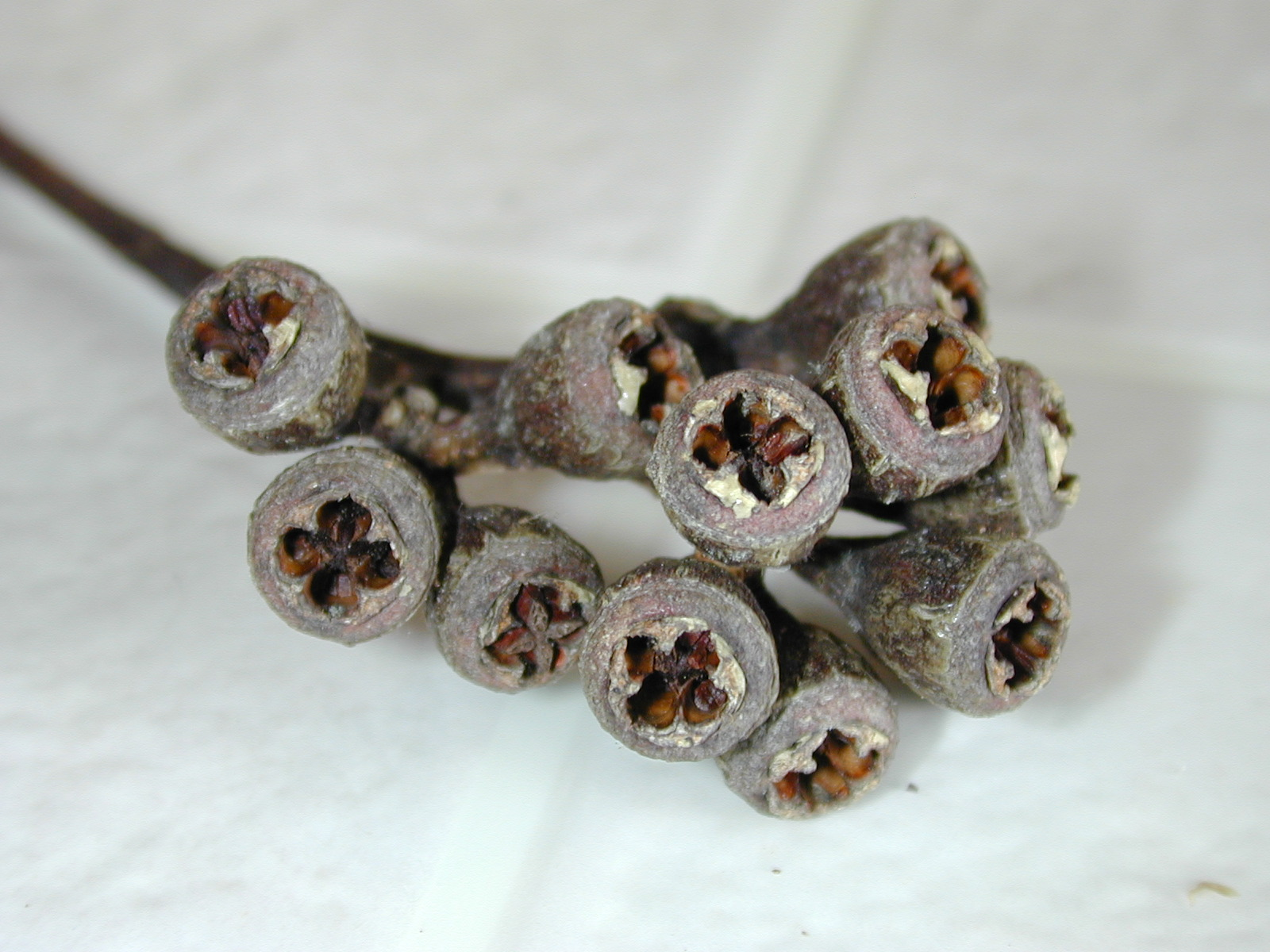
Плоды.

В природе ареал охватывает штат Западная Австралия — район юго-западного побережья от реки Блэквуд до реки Норсемптон и район юго-западных холмов.
При кратковременном понижении температуры до −10 °C отмерзает до корня; при морозах в 7—8 °C сильно повреждаются листья и крона, а молодые растения отмерзают до корня.

## Ботаническое описание
Дерево высотой 10—15 м с коротким толстым стволом и широко раскидистой кроной.
Кора на стволе грубая, темновато-серая, на ветвях гладкая, опадающая.
Молодые листья супротивные, сидящие, в количестве 4—6 пар, короткочерешковые, яйцевидные, округлые, реже широко ланцетные, длиной 10 см, шириной 7,5 см, сизоватые. Взрослые — очерёдные, черешковые, узкие или широко ланцетные, иногда серповидные, длиной 10—15 см, шириной 1—2 см, остроконечные.
Соцветие — пазушные 4—10-цветковые зонтики; ножка зонтика цилиндрическая, довольно тонкая, длиной 10—15 мм; бутоны на цветоножках остро-яйцевидные, длиной 9—12 мм, диаметром 5—9 мм; крышечка широко коническая или клювовидная, в два — два с половиной раза длиннее трубки цветоложа; пыльники подвижные, обратнояйцевидные, открываются параллельными щелями; железка довольно маленькая, яйцевидная.
Плоды на ножках, полушаровидные или широко кубарчатые, длиной 5—9 мм, диаметром 10—12 мм; диск обычно хорошо выделяется, выпуклый, ободок острый; створки сильно выдвинутые и чаще загнутые.
На родине цветёт в сентябре — декабре; на Черноморском побережье Кавказа — в мае — июне.

## Значение и применение
Древесина от коричневой до бледно-красновато-коричневой, недостаточно прочная.

## Классификация

### Представители
В рамках вида выделяют ряд подвидов:
- Eucalyptus rudis subsp. cratyantha Brooker & Hopper
- Eucalyptus rudis subsp. rudis

### Таксономия
Вид Эвкалипт грубый входит в род Эвкалипт (Eucalyptus) подсемейства Миртовые (Myrtoideae) семейства Миртовые (Myrtaceae) порядка Миртоцветные (Myrtales).
|  |                                      |  |                                                             |                                                             |                    |  | ещё 13 семейств (согласно Системе APG II) | ещё 13 семейств (согласно Системе APG II)    |                                              |  |  |  | ещё 130 родов       | ещё 130 родов       |  |  |
|  |                                      |  |                                                             |                                                             |                    |  | ещё 13 семейств (согласно Системе APG II) | ещё 13 семейств (согласно Системе APG II)    |                                              |  |  |  | ещё 130 родов       | ещё 130 родов       |  |  |
|  |                                      |  |                                                             | порядок Миртоцветные                                        |                    |  |                                           |                                              | подсемейство Миртовые                        |  |  |  |                     | вид Эвкалипт грубый |  |  |
|  |                                      |  |                                                             | порядок Миртоцветные                                        |                    |  |                                           |                                              | подсемейство Миртовые                        |  |  |  |                     | вид Эвкалипт грубый |  |  |
|  | отдел Цветковые, или Покрытосеменные |  |                                                             |                                                             | семейство Миртовые |  |                                           |                                              | род Эвкалипт                                 |  |  |  |                     |                     |  |  |
|  | отдел Цветковые, или Покрытосеменные |  |                                                             |                                                             |                    |  |                                           |                                              |                                              |  |  |  |                     |                     |  |  |
|  |                                      |  | ещё 44 порядка цветковых растений (согласно Системе APG II) | ещё 44 порядка цветковых растений (согласно Системе APG II) |                    |  |                                           | ещё 1 подсемейство (согласно Системе APG II) | ещё 1 подсемейство (согласно Системе APG II) |  |  |  | ещё более 700 видов |                     |  |  |
|  |                                      |  |                                                             | ещё 44 порядка цветковых растений (согласно Системе APG II) |                    |  |                                           |                                              | ещё 1 подсемейство (согласно Системе APG II) |  |  |  |                     |                     |  |  |